# Championnats du monde d'escrime 1987
Navigation
Édition précédente Édition suivante
Les championnats du monde d'escrime 1987 se sont déroulés à Lausanne en Suisse. Il y avait 8 épreuves au programme
- Fleuret féminin individuel et par équipe
- Fleuret masculin individuel et par équipe
- Epée masculine individuel et par équipe
- Sabre masculin individuel et par équipe

## Médaillés
| Épreuves           | Or | Argent                                                                                                   | Bronze |
| ------------------ | --- | --- | --- |
| Épée               | | | |
| Hommes individuel  | Volker Fischer                                                                                                | Andrei Chouvalov                                                                                         | Wilfredo Loyola                                                                                             |
| Hommes par équipes | Union soviétique- Vitali Ageyev - Sergueï Kravtchouk - Andrei Chouvalov - Aleksandr Mozhayev - Mikhaïl Tichko | Allemagne- Alexander Pusch - Achim Bellmann - Volker Fischer - Thomas Gerull - Arnd Schmitt              | France- Philippe Riboud - Philippe Boisse - Éric Srecki - Jean-Michel Henry                                 |
| Fleuret            | | | |
| Hommes individuel  | Mathias Gey                                                                                                   | Matthias Behr                                                                                            | Federico Cervi                                                                                              |
| Hommes par équipes | Allemagne de l'Ouest- Mathias Gey - Matthias Behr - Thorsten Weidner - Ulrich Schreck - Klaus Reichert        | France- Philippe Omnès - Youssef Hocine - Patrick Groc - Patrice Lhotellier                              | Hongrie- Zsolt Érsek - István Busa - Róbert Gátai - István Szelei                                           |
| Femmes individuel  | Elisabeta Tufan                                                                                               | Zita Funkenhauser                                                                                        | Luan Jujie                                                                                                  |
| Femmes par équipes | Hongrie- Zsuzsanna Jánosi-Németh - Edit Kovács - Gertrúd Stefanek - Katalin Tuschák - Zsuzsanna Szőcs         | Roumanie- Elisabeta Tufan - Reka Zsofia Lazăr-Szabo - Claudia Grigorescu - Georgeta Beca - Rozalia Husti | Italie- Margherita Zalaffi - Annapia Gandolfi - Giovanna Trillini - Dorina Vaccaroni - Francesca Bortolozzi |
| Sabre              | | | |
| Hommes individuel  | Jean-François Lamour                                                                                          | György Nébald                                                                                            | Robert Kościelniakowski                                                                                     |
| Hommes par équipes | Union soviétique- Andrei Alchan - Heorhiy Pohosov - Sergueï Mindirguassov - Sergueï Koriachkine               | Bulgarie- Hristo Etropolski - Vasil Etropolski - Gueorgui Tchomakov - Mirolai Mateev                     | France- Jean-François Lamour - Philippe Delrieu - Pierre Guichot - Hervé Granger-Veyron                     |

## Tableau des médailles
| Rang | Nation           | Or | Argent | Bronze | Total |
| ---- | ---------------- | -- | ------ | ------ | ----- |
| 1    | Allemagne        | 3  | 3      | 0      | 6     |
| 2    | Union soviétique | 2  | 1      | 0      | 3     |
| 3    | France           | 1  | 1      | 2      | 4     |
| 4    | Hongrie          | 1  | 1      | 1      | 3     |
| 5    | Roumanie         | 1  | 1      | 0      | 2     |
| 6    | Bulgarie         | 0  | 1      | 0      | 1     |
| 7    | Italie           | 0  | 0      | 2      | 2     |
| 8    | Cuba             | 0  | 0      | 1      | 1     |
| 9    | Chine            | 0  | 0      | 1      | 1     |
| 10   | Pologne          | 0  | 0      | 1      | 1     |